# ويلينغتون مويسيس راميريز
ويلينغتون مويسيس راميريز هو لاعب كرة قدم إكوادوري في مركز حراسة المرمى، ولد في 9 سبتمبر 2000 في غواياكيل في الإكوادور. لعب مع إنديبندينتي ديل فال.

## وصلات خارجية
- ويلينغتون مويسيس راميريز على موقع قاعدة بيانات كرة القدم.إي يو (الإنجليزية)
- ويلينغتون مويسيس راميريز على موقع ناشيونال فوتبول تيمز (الإنجليزية)
- ويلينغتون مويسيس راميريز على موقع Soccerway.com (الإنجليزية)
- ويلينغتون مويسيس راميريز على موقع عالم كرة القدم.نت (الإنجليزية)